# John Beasley (Musiker)

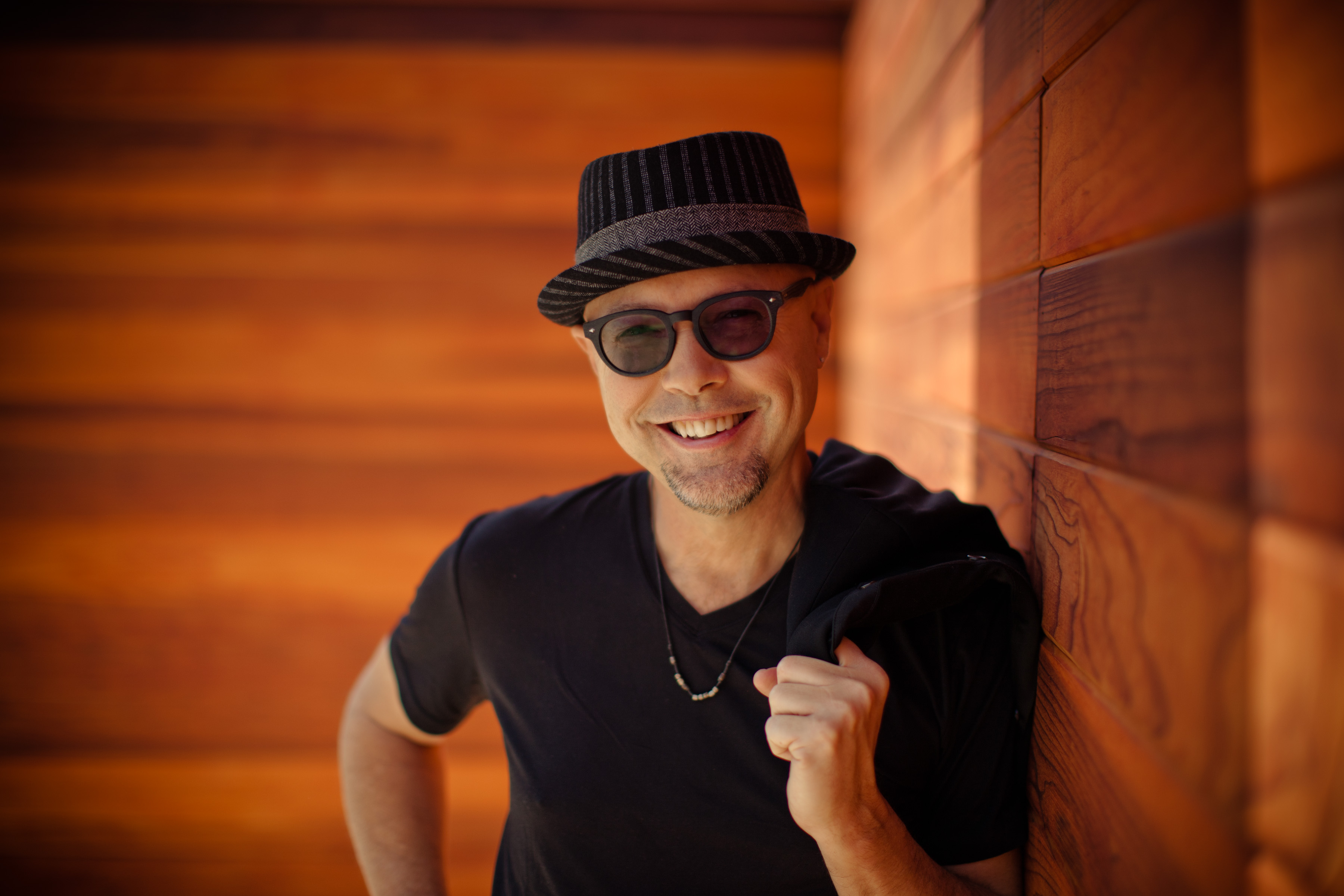
John Beasley, 2016

John Beasley (* 28. September 1960 in Shreveport) ist ein amerikanischer Jazzpianist, Komponist und Bigband-Leader, der für so unterschiedliche Musiker wie Sérgio Mendes, Freddie Hubbard, Miles Davis, Steely Dan, Chaka Khan, James Brown, Spice Girls, Ry Cooder, John Patitucci, Queen Latifah, Lee Ritenour und Ivan Lins tätig war und für seine Arrangements mehrfach ausgezeichnet wurde.

## Leben und Wirken
Beasley, der aus einer Musikerfamilie stammt und sich in der Highschool dem Jazz zuwendete, lernte zunächst verschiedene Holzblasinstrumente. Bereits mit 14 Jahren schrieb er ein Stück für die University of North Texas Jazz Band, das dann von Stan Kenton ins Repertoire übernommen wurde. Beasley entschied sich gegen ein Instrumentalstudium und tourte stattdessen mit Sérgio Mendes und arbeitete nebenher in Los Angeles als Studiomusiker.
Mit 24 Jahren schrieb und arrangierte er Musik für Fernsehshows von Paramount, Disney und MGM. Auch arbeitete er als Pianist in den Studios. Zudem gehörte er sechs Jahre lang zur Band von Freddie Hubbard. 1989 holte ihn Miles Davis in seine Band; später tourte er mit Steely Dan, Carly Simon, Barbra Streisand, Baaba Maal, Queen Latifah, Christian McBride, Chaka Khan, James Brown sowie John Patitucci.
Seit den frühen 1990er Jahren veröffentlichte er Alben mit eigenen Bands. Sein Album Positootly! (2009) wurde für einen Grammy als bestes Instrumentaljazzalbum nominiert. Mit seiner Bigband MONK’estra versucht er, an das Idiom von Thelonious Monk anzuschließen; deren Alben Monk’estra, Volume 1 und Monk’estra Volume 2 wurden für den Grammy als Best Large Jazz Ensemble Album nominiert. Überdies wurde das Arrangement des Fado Asas Fachadas auf dem von ihm betreuten Album Close to Me der portugiesischen Sängerin Maria Mendes, das er mit Mendes erstellte, und Somis Album Holy Room: Live At Alte Oper,  das von ihm arrangiert und dirigiert wurde, für einen Grammy Awards 2021 nominiert. Er erhielt 2021 für seine Latin-Version von Donna Lee mit dem MONK´estra den Grammy für das beste Arrangement. Sein Album Bird Lives, das mit Magnus Lindgren und der SWR Big Band zum 100. Geburtstag von Charlie Parker entstand und drei Nominierungen für die Grammy Awards 2023 („bestes improvisiertes Jazz-Solo“, „bestes großes Jazz-Ensemble-Album“ und „bestes Arrangement, Instrumental oder A Cappella“) erhielt, brachte ihm einen weiteren Grammy für das beste Arrangement (für „Scrapple from the Apple“) ein.
Zudem ist Beasley auf Alben von Al Jarreau, Chick Corea, Wayne Krantz, Jon Hassell, Tania Maria, Robby Ameen, Kyle Eastwood oder Andreas Öberg zu hören.

## Diskographische Hinweise
- Cauldron (Windham Hill Records 1991)
- A Change of Heart (Windham Hill Records 1993)
- Letter to Herbie (Resonance Records 2008)
- Positootly! (Resonance Records 2009, mit Brian Lynch, Bennie Maupin, James Genus, Jeff Tain Watts)
- 3 Brave Souls (BFM 2012, mit Darryl Jones und Ndugu Chancler)
- MONK’estra Plays John Beasley (Mack Avenue, 2020)
- John Beasley, Jose Gola & Horacio „El Negro“ Hernández: El Trio Live in Italy (2023)